# Daniel Dencik
Daniel Dencik (født 9. maj 1972 i Sverige) er en dansk forfatter og filminstruktør.
Han har studeret filosofi og skrevet afhandling om Søren Kierkegaards værk Frygt og Bæven. Han er uddannet på Filmskolen som klipper, men debuterede som poet, mens han gik på Filmskolen. Han har siden stået bag novellesamlinger, romaner, essays, dokumentarfilm og spillefilm.
I øriget Samoa har han fået tildelt et stykke land af kongen Malietoa Tanumafili II.

## Bøger og film
Daniel Dencik debuterede som forfatter i 1998 med digtsamlingen Lyn på en motorvej. Digtsamlingen tager læseren med rundt i et personligt univers, hvor den danske sommer er lys af ecstasy og øl, hvor far og mor er en blanding af jødisk og svensk blod, og hvor pigerne, romancerne og vennerne er mange. Digtene er også beskrivelser af steder og rejseoplevelser. Der digtes bl.a. om San Francisco, Christianshavn, New York, Sahara, Honolulu og Rocky Mountains.
Efter at have skrevet/klippet en række film, bl.a. kultfilmen Nói albinói, debuterede han i 2012 som instruktør med dokumentarfilmen Moon rider om cykelrytteren Rasmus Quaade. Filmen følger Quaade fra ukendt teenager til VM-sølvmedaljen for U23-ryttere i enkeltstart. For sin debutfilm blev Daniel Dencik kåret til Årets Talent indenfor dokumentargenren i Danmark og modtog Reel Talent Award ved CPH:DOX.
Daniel Dencik har modtaget en række priser og legater inden for både film og litteratur, blandt andet Nat & Dags Københavnerpris for Årets litteratur 1998, Statens Kunstfonds 3-årige arbejdslegat 2001, festivalprisen ved Jerusalem Film Festival 2008. Into Eternity (klip) blev kåret som Best International Editing ved Documentary Edge Awards, Voksne mennesker (klip) fik premiere i sideprogrammet Un Certain Regard i Cannes 2006, mens Labrador (manus) blev udtaget til Official Selection i Cannes 2011 og vandt hovedprisen ved Marrakech filmfestival.
Hans tredje digtsamling, Via katastroferne, var blandt de nominerede til Politikens Litteraturpris 2013. Bogen betegnes som en nekrolog og er skrevet uden tegnsætning af nogen art. Politiken skrev i nomineringen: »Via katastroferne er et på skift melankolsk, rasende og vittigt digt; det er en original lyrisk guillotine, der suser ned over det mandlige begær«. Der veksles mellem selvhad og selvmedlidenhed, mellem selvironi og selvhøjtidelighed, mellem det triste og det vittige, og i den balance kommer digtet til både at fortælle en personlig historie om en mand i krise og kaste et anderledes syn på jødernes historie. Digtsamlingen bliver en slags bekendelse af mandens dæmoni fortalt, så det virker sprogligt fornyende.
Hans femte bog, den første roman, Anden person ental, vakte stor medieopsigt, da den udkom i begyndelsen af 2014. Bogen beskriver en fars kamp for at få lov til at se sine børn. Den blev rost af kritikere for høj litterær kvalitet, og Daniel Dencik håbede selv at skabe debat med sin krasse kritik af velfærdssverige. Ambitionen med bogen var intet mindre end at ændre verden, sagde Daniel Dencik. Den udkom også i Sverige med fem års forsinkelse under titlen Jag väntar i snön. I 2022 udkom en opfølger til romanen med titlen Første person flertal. 
Hans anden film Ekspeditionen til verdens ende blev optaget i det nordøstligste Grønland og havde biografpremiere i 2013. Dokumentarfilmen er en opdagelsesrejse i verdens største fjordsystem, det omkring Kaiser Franz Joseph Fjord, som åbner sig nu pga. den globale opvarmning. Det var første gang, et kamera filmede disse landskaber. Filmen har bl.a. vundet Women Inmates Award, som uddeles af de indsatte kvinder i Nordamerikas fængsler. I løbet af 2014 fik filmen amerikansk distribution med Argot Pictures og distribueredes i de større byer i USA.
Daniel Denciks næste film Tal R: The Virgin vandt en Robert for årets bedste, korte dokumentar. Den mest prestigefulde talentpris i dansk film, Nordisk Film Prisen, gik 2014 til Daniel Dencik med motivationen: »Det er juryens overbevisning, at Daniel er præcis den insisterende og ikke mindst højt kunstnerisk begavede inspiration, branchen og Danmark har brug for lige nu«.
I løbet af 2014 gik optagelserne til en historisk spillefilm om danskernes tilstedeværelse i 1830'ernes Afrika i gang med Daniel Dencik som forfatter og instruktør. Optagelserne fandt sted i Ghana og Burkina Faso, som en dansk-ghanesisk co-produktion med et budget på omkring 16 millioner danske kroner. Berlingske Tidende skrev: »Guldkysten [ligner] ikke noget som helst andet, der er lavet for offentlige filmstøttemidler. Denciks film blev optaget under Werner Herzogske strabadser i Vestafrika, hvilket skabte springende huller i handlingen og inficerede filmen med en hallucinatorisk atmosfære, som ganske få filmskabere kan fremtrylle«.
Guldkysten var Daniel Denciks første spillefilm som instruktør. Filmen handler om en botaniker ved navn Wulff Frederik Wulff, spillet af Jakob Oftebro. Også Danica Curcic medvirker som missionær. Komponisten Angelo Badalamenti har leveret musik til filmen, som fik dansk premiere den 2. juli 2015 og trak ca. 75.000 mennesker i biografen. Titelsangen er af og med sangerinden Kwamie Liv. Filmen fik verdenspremiere i hovedkonkurrencen på A-festivalen Karlovy Vary Film Festival i juli 2015. Det var tredje år i træk, at Daniel Dencik havde en film på festivalen, idet hans tre dokumentarfilm også er blevet vist her.
Guldkysten delte anmelderne. Nogle var vilde med filmen, andre kunne ikke se pointen. Det blev diskuteret, hvorvidt filmen var et »fabelagtigt febertrip« eller en »sær planteromance«
Mange filmanmeldere har været enige med filmens instruktør Daniel Dencik i, at Guldkysten »er så anderledes end andre danske film [...], at den kommer til at blive stående«. Politikens Katrine Hornstrup Yde gav den 5 hjerter og skrev at, »’Guldkysten’ er et dansk historisk drama, som vi aldrig har set det før«. Informations anmelder fulgte trop og mente, at filmen giver »fornyet håb« for dansk film. Filmens tætte bånd til filosofi delte vandene. Berlingskes filmanmelder Jacob Wendt Jensen skrev at, »Guldkysten er ikke en helstøbt film. Det er en langstrakt tilstand af luftige prætentioner«. Niels Lind Larsen fra BT gav den 5 stjerner, og skrev at, »Guldkysten er en modig film, der både udfordrer vores tanker og river i vores sanser. (...) Den vil ikke falde i alles smag, men hvor er det en fornøjelse at se en stor dansk film, der hellere vil ramme sit publikum dybt end bredt«.
Kritikere har fremhævet, at Denciks film og bøger kendetegnes af et eksistentialistisk livssyn. Andre har fundet, at de omhandler ekstasen og det ekstatiske menneske.
Daniel Denciks bog fra 2016, novellesamlingen Grand Danois, var indstillet til Læsernes Bogpris. Berlingske skrev i motiveringen: »Mesterlige noveller af en forfatter, der har en eminent evne til med få midler at beskrive en situation, et dilemma, et menneske«. Den udkom 2018 også i Sverige på Norstedts Förlag.
Novellen Labrador blev i 2017 publiceret i det amerikanske tidsskrift World Literature Today, mens novellen Skipper er blevet filmatiseret i England med titlen A Sunday in Portsmouth.
2017 udgav Daniel Dencik bogen Sportshjerte, der gennem en række møder med cykelryttere som Jakob Fuglsang, Matti Breschel, Michael Rasmussen, Christopher Juul-Jensen m.fl. skildrer forfatterens livslange fascination af cykelsportens verden. Bogen er udgivet i Tyskland, Holland og Belgien. Daniel Dencik har også instrueret to korte dokumentarfilm fra samme verden, Forsvindingsnummeret om Matti Breschel og Kaptajnens skygge om Christopher Juul-Jensen.
I hans anden spillefilm, Miss Osaka var hans udtalte mål at undersøge, om man kan være en anden, end den man er. Kan man overtage en andens identitet, sådan som hovedpersonen Ines gør det i filmen, eller i det mindste slippe godt fra at spille forskellige roller i sit liv. Victoria Carmen Sonne spiller hovedrollen, og derudover deltager Mikkel Boe Følsgaard og de japanske skuespillere Kaho Minami, Mirai Moriyama, Nagisa Morimoto og Junko Abe. Det er den første dansk-japanske co-produktion. Den fik premiere i danske biografer 9.9.2021 og året derefter ligeledes i japanske biografer.

## Udvalgt filmografi
- Moon rider (2012)
- Ekspeditionen til verdens ende (2013)
- Tal R: The Virgin (2013)
- Guldkysten (2015)
- Forsvindingsnummeret (2019)
- Kaptajnens skygge (2019)
- Miss Osaka (2021)